# Swinging Sixties

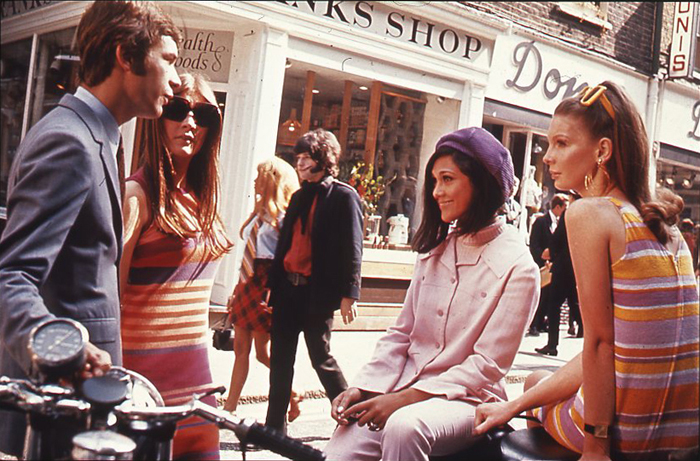
Carnaby Street rond 1966

Met de Swinging Sixties wordt een jeugdcultuur aangeduid die een nieuwe kijk op zowel het culturele als op het politieke vlak vertegenwoordigde. Deze ontstond vanuit de, toen nog jonge, babyboomgeneratie die in het naoorlogse westen met haar nieuw verworven welvaart een andere moraal ontwikkelde en was met name sterk in de tweede helft van de jaren zestig. Omdat Londen als het epicentrum van deze beweging werd beschouwd wordt ook wel de term Swinging London gebruikt.
De Swinging Sixties hadden een grote impact op de mode en de muziek en brachten ook een andere kijk op het gebruik van drugs, op de politiek en zorgde, door de Cubacrisis en de Vietnamoorlog, voor een sterke populariteit van de vredesbeweging. Belangrijke symbolen in de mode waren de minirok, Twiggy en Mary Quant. In de muziek waren dit o.a. The Beatles, The Rolling Stones, The Who, Pink Floyd en Jimi Hendrix.
De films Austin Powers: International Man of Mystery en Austin Powers: The Spy Who Shagged Me zijn parodieën waarin de Swinging Sixties weer herleven.